# کاتالیزور آدام
آسان‌گر آدام (به انگلیسی: Adams' catalyst) با فرمول شیمیایی PtO2 یک ترکیب شیمیایی است. که جرم مولی آن 227.08 g/mol می‌باشد. شکل ظاهری این ترکیب، جامد سیاه است.